# Karjala (kanonbåt, 1918)
Karjala (tidigare Filin) var en finländsk kanonbåt som byggdes år 1918 av Chrichton Ab i Åbo.
Fartyget hade ett bränslelager om 60 ton kol.

## Fartyg av klassen
|         | Land    | Namn                | År   |
| ------- | ------- | ------------------- | ---- |
| Finland | Finland | Turunmaa            | 1916 |
|         |         | Karjala             | 1918 |
| Polen   | Polen   | General Haller      |      |
|         |         | Komandant Pilsudski |      |